# Elmer Collins

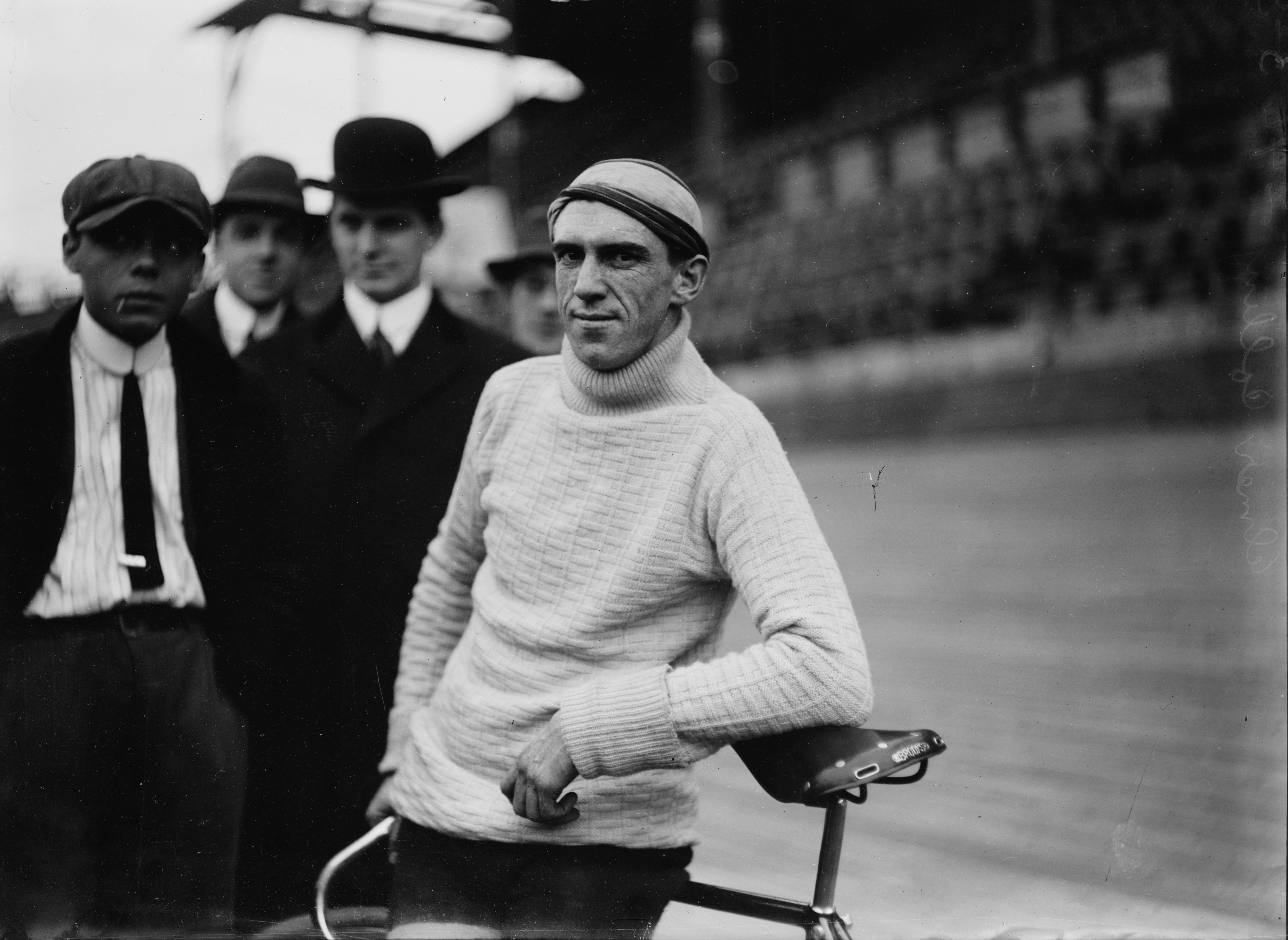
Elmer Collins in 1912.

Elmer Collins (Lynn (Massachusetts), november 1887 – 1982) was een Amerikaans wielrenner, die professional was tussen 1909 en 1912.

## Carrière
Collins was een van de betere baanrenners van zijn tijd, met name als stayer. Zo won hij vier keer op rij het Amerikaans kampioenschap fond/halve fond tussen 1909 en 1912 en werd tweede op het wereldkampioenschap stayeren van 1912. Ook kwam hij geregeld in zesdaagsen uit, met koppelgenoten als Bob Walthour sr., Joe Fogler en Peter Drobach.

## Belangrijkste overwinningen
1909
- Amerikaans kampioenschap fond/halve fond

1910
- Amerikaans kampioenschap fond/halve fond

1911
- Amerikaans kampioenschap fond/halve fond

1912
- Amerikaans kampioenschap fond/halve fond